# BK Prometej
Basketbolnyj kloeb Prometej (Oekraïens: баскетбольный клуб Прометей) was een Oekraïense professionele basketbalclub uit Kamjanske. De club speelde zijn thuiswedstrijden in het SC Prometej.

## Geschiedenis
De club is opgericht in september 2018 als Sport Club Prometej door Volodymyr Dubynsky en Pavlo Chukhno. De plannen waren om een basketbal- en volleybalteam op te richten. In 2018 sloot Prometej zich aan bij de Oekraïense Hogere Liga, de nationale tweede divisie. Prometej werd landskampioen. Daardoor promoveerde de club naar de Oekraïense Basketbal Super Liga voor het seizoen 2019-2020. In het eerste Super Liga seizoen stond Prometej op de derde plaats voordat het seizoen werd stopgezet vanwege de Coronapandemie. Het volgende seizoen schreef de club zich in voor de FIBA Europe Cup en maakte hun Europese debuut. In 2021 won Prometej het Landskampioenschap van Oekraïne. Het volgende seizoen maakte Prometej zijn debuut op het Europese toneel toen het speelde in de kwalificatierondes van de Basketball Champions League 2021-22. In het debuutseizoen kwalificeerde het zich onmiddellijk voor het reguliere seizoen en bereikte vervolgens de achtste finales. Na de Russische invasie van Oekraïne in 2022 trok Prometej zich terug uit de competitie en ontbond alle teams van de club, zoals clubpresident Volodymyr Dubinskyi aanhaalde: "Al het geld en de middelen moeten naar het leger gaan. Eerst winnen. Dan alles.". Alle teams van de club werden in maart 2022 ontbonden. In juni 2022 werd Prometej opgenomen in de lijst van teams die deelnamen aan de EuroCup 2022-23 . Het team trainde en speelde zijn thuiswedstrijden in Riga, omdat spelen in Oekraïne niet mogelijk was vanwege de oorlog. Prometej bereikte de halve finales van de EuroCup van 2023. In 2024 haalde Prometej de finale om de Beker van Oekraïne. Ze verloren in de finale van BK Dnipro met 64-65. Prometej sloot zich ook aan bij de Lets-Estse basketbalcompetitie, bestaande uit teams uit Estland en Letland, en won twee opeenvolgende landstitels in 2023 en 2024. De club heeft haar activiteiten in de zomer van 2024 stopgezet, omdat het team te maken had met juridische problemen met de Oekraïense politie en rechercheurs die een spraakmakend onderzoek waren gestart naar clubpresident Dubinskiy en zijn bedrijven. De heren- en damesvolleybalafdeling van de club werden eveneens gesloten.

## Erelijst
- Landskampioen Oekraïne: 1
  - Winnaar: 2021
  - Derde: 2020

- Bekerwinnaar Oekraïne: 
  - Runner-up: 2024

- Supercup winnaar Oekraïne: 1
  - Winnaar: 2021

- Latvian-Estonian Basketball League: 2
  - Winnaar: 2023, 2024

- EuroCup: 
  - Halve finale: 2023

## Bekende (oud)-coaches
- Dmytro Markovitsj (2018-2019)
- Kārlis Muižnieks (2019-2020)
- Vitalij Cherniy (2020-2021)
- Ronen Ginzburg (2021-2024)

## Bekende (oud)-spelers
- Denys Loekasjov
- Oleksandr Lypovyj
- Arnoldas Kulboka